# Anton Watson
Anton Michael Watson (Coeur d'Alene, Idaho; 6 de octubre de 2000) es un baloncestista estadounidense que pertenece a la plantilla de los New York Knicks de la NBA, con un contrato dual que le permite jugar además con los Westchester Knicks de la G League. Con 2,03 metros de estatura, juega en la posición de ala-pívot.

## Trayectoria deportiva

### Universidad
Jugó cinco temporadas con los Bulldogs de la Universidad Gonzaga, en las que promedió 9,6 puntos, 5,3 rebotes, 2,0 asistencias y 1,4 robos de balón por partido. En su última temporada fue incluido en el mejor quinteto de la West Coast Conference.

#### Estadísticas
| Año     | Equipo  | PJ  | PT | MPP  | %TC  | %3P  | %TL  | RPP | APP | ROB | TPP | PPP  |
| ------- | ------- | --- | -- | ---- | ---- | ---- | ---- | --- | --- | --- | --- | ---- |
| 2019–20 | Gonzaga | 15  | 5  | 14.7 | .538 | .111 | .571 | 3.1 | 1.5 | 1.2 | .5  | 4.9  |
| 2020–21 | Gonzaga | 32  | 17 | 18.9 | .631 | .150 | .650 | 3.3 | 1.2 | 1.2 | .6  | 6.9  |
| 2021–22 | Gonzaga | 32  | 0  | 18.1 | .538 | .227 | .698 | 4.7 | 1.9 | 1.3 | .3  | 7.3  |
| 2022–23 | Gonzaga | 37  | 37 | 29.1 | .608 | .333 | .548 | 6.2 | 2.4 | 1.8 | .7  | 11.1 |
| 2023–24 | Gonzaga | 35  | 35 | 31.3 | .578 | .412 | .653 | 7.1 | 2.6 | 1.5 | .7  | 14.5 |
| Total   | Total   | 151 | 94 | 23.7 | .586 | .307 | .627 | 5.2 | 2.0 | 1.4 | .6  | 9.6  |

### Profesional
El 27 de junio fue elegido en la quincuagésimo cuarta posición del Draft de la NBA de 2024 por los Boston Celtics, franquicia con la que firmó un contrato dual el 2 de agosto. Fue despedido el 3 de marzo de 2025, sin llegar a debutar en el primer equipo. Dos días más tarde fue reclamado entre los despedidos por los New York Knicks, con los que firmó un contrato dual.

## Estadísticas de su carrera en la NBA

### Temporada regular
| Año     | Equipo   | PJ | PT | MPP | %TC  | %3P  | %TL | RPP | APP | ROB | TPP | PPP |
| ------- | -------- | -- | -- | --- | ---- | ---- | --- | --- | --- | --- | --- | --- |
| 2024-25 | New York | 9  | 0  | 2.4 | .444 | .000 | –   | .3  | .2  | .1  | .0  | .9  |
| Total   | Total    | 9  | 0  | 2.4 | .444 | .000 | –   | .3  | .2  | .1  | .0  | .9  |